# ピョートル・ドゥルノヴォ

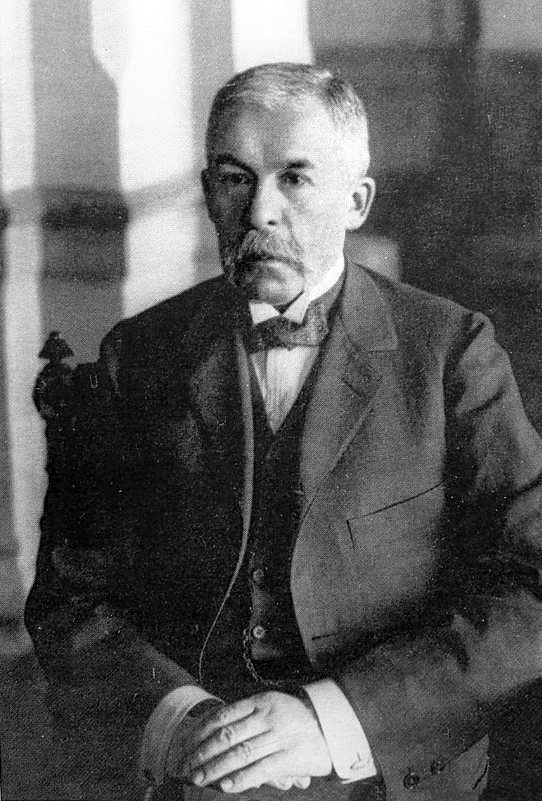
ピョートル・ドゥルノヴォ

ピョートル・ニコラエヴィッチ・ドゥルノヴォ（Пётр Никола́евич Дурново́、Pyotr Nikolayevich Durnovo、1845年3月24日-1915年9月24日）は、帝政ロシアの法律家、官僚、政治家。

## 生涯
モスクワ県出身。ロシア帝国海軍兵学校、軍事・海軍法律アカデミーを卒業する。司法省に入省し、キエフ控訴裁判所に勤務した後、1881年内務省に移る。1884年警察局長（警察庁長官）に就任する。1893年スペイン大使に転出する。同年元老院議員に任命される。1900年ドミトリー・シピャーギン内相の依頼で内務省郵政・逓信担当次官に就任する。1905年セルゲイ・ウィッテの推薦でアレクサンドル・ブルイギンの後任として内相に就任する。ドゥルノヴォは、ウィッテとの間に意見の相違があったが、ウィッテの大臣会議議長（首相）としての指導力を尊重した。ウィッテの辞任後は、ドゥルノヴォも直ちに内相を辞任した。
ドゥルノヴォは、ロシアの対外政策において、ドイツとの同盟に賛成し、英仏両国との関係改善に反対したことで知られる。ドゥルノヴォは独露の国益が補完的であり、両国間の戦争は既存の政治秩序の破壊に終わるだけであると信じていた。ドゥルノヴォは自らの見解を様々に発表したが、ニコライ2世は第一次世界大戦開戦後にドゥルノヴォの意見を痛感することになった。
ドゥルノヴォは開戦の翌年の1915年にペトログラードで亡くなり、ロシア帝国で最後に自然死した内務大臣となった（彼の後を継いだ6人は全て暗殺されたり赤色テロの犠牲となった）。

## 死後
二月革命後の1917年6月には、彼が生前に住んでいた邸宅をアナーキストたちが襲撃して不法占拠した為、臨時政府が大掛かりな攻撃を加えている。
息子のピョートル・ピョートロヴィチ・ドゥルノヴォ（1883年-1945年）は軍人となり第一次世界大戦に従軍、ロシア内戦では白軍に加わった。

## 参考
- Out of My Past: The Memoirs of Count Kokovtsov Edited by H.H. Fisher and translated by Laura Matveev; Stanford University Press, 1935.
- The Memoirs of Count Witte Edited and translated by Sydney Harcave; Sharpe Press, 1990.